# Les partisans attaquent à l'aube
Pour plus de détails, voir Fiche technique et Distribution.
Les partisans attaquent à l'aube (titre original : Un giorno da leoni) est un film italien réalisé par Nanni Loy, sorti en 1961.

## Synopsis
Rome, 8 septembre 1943 : Danilo, étudiant à l'université, échappe à l'enrôlement pendant que son ami Michele, un jeune comptable craintif, qui était déjà dans un train en direction du Nord avec d'autres employés de son ministère, parvient à retourner à Rome, où il a laissé sa fiancée Ida. Vaincu par la peur, toutefois, il se joint à Danilo pour chercher à dépasser la Ligne gothique. Par hasard, ils font la connaissance de Gino (Tomás Milián), qui se joint à eux quand le tramway des Châteaux sur lequel ils voyagent est arrêté par les Allemands. Tous les trois se réfugient dans une cave où se cache un groupe de soldats déserteurs, commandés par Orlando (Renato Salvatori). Ils sont ensuite rejoints par le partisan Edoardo (Romolo Valli), qui leur donne la charge de faire sauter un pont utilisé pour ravitailler les troupes allemandes. Le groupe se procure l'explosif nécessaire au sabotage mais se disperse en apprenant la capture d'Edoardo par les Allemands. Danilo, Michele et Gino retournent à Rome, où ils apprennent la mort d'Edoardo, qui a confié à ses camarades le soin d'accomplir le sabotage. Profondément mûris, les trois jeunes protagonistes décident de mener à terme la mission : ayant rejoint Orlando, ils réussiront à faire sauter le pont. Dans l'opération, Michele perdra la vie, rachetant par un geste de véritable héros une vie vécue dans la terreur.

## Fiche technique
- Titre original : Un giorno da leoni
- Titre français : Les partisans attaquent à l'aube[1]
- Réalisation : Nanni Loy
- Scénario : Alfredo Giannetti, Nanni Loy
- Production : Franco Cristaldi
- Musique : Carlo Rustichelli, Luigi Urbini
- Photographie : Marcello Gatti
- Montage : Ruggero Mastroianni
- Décors : Carlo Egidi
- Genre : Drame, film de guerre
- Couleurs : Noir et blanc - Son : Mono - Durée : 96 minutes
- Date de sortie : Italie : 6 septembre 1961

## Distribution
- Renato Salvatori  (VF : Jacques Deschamps) : Orlando
- Carla Gravina : Mariuccia
- Tomás Milián  (VF : Pierre Trabaud) : Gino Migliacci
- Nino Castelnuovo  (VF : Jean Fontaine) : Danilo
- Saro Urzì  (VF : Henri Djanik) : Le sergent
- Romolo Valli  (VF : Michel Gudin) : Edoardo
- Corrado Pani : Mortati
- Franco Bucceri
- Bruno Scipioni
- Anna Maria Ferrero  (VF : Michele Montel) : Ida
- Valeria Moriconi : Femme d'Orlando (coupé dans la vf )
- Leopoldo Trieste  (VF : Teddy Bilis) : Michele
- Carlo D'Angelo : Le prêtre (coupé dans la vf )
- Régina Bianchi : Femme d'Edoardo
- Gondrano Trucchi
- Enzo Turco : Commissaire de Police (coupé dans la vf )
- Silla Bettini  (VF : Roger Rudel) : le fasciste qui frappe Gino
- Tino Bianchi : le papa de Danilo
- Claudio Biava : Officier allemand (coupé dans la vf )
- Ester Carloni : la mere de Danilo
- Isarco Ravaioli
- Elvira Tonelli : la mere de Gino
- Gigi Ballista : Le moine
- Narration : Roger Rudel